# Étoile-sur-Rhône
Étoile-sur-Rhône là một xã thuộc tỉnh Drôme trong vùng Auvergne-Rhône-Alpes in the Auvergne-Rhône-Alpes region đông nam nước Pháp. Xã Étoile-sur-Rhône nằm ở khu vực có độ cao trung bình 172 mét trên mực nước biển.